# Lago di San Cipriano
Lago di San Cipriano – zbiornik zaporowy we Włoszech, w Toskanii, w prowincji Arezzo, na północny wschód od San Giovanni Valdarno.
Jezioro położone jest na wysokości 143 m n.p.m. Jego powierzchnia wynosi 47,3 ha, a objętość maksymalna 2,183 mln m³.
Zbiornik powstał w wyrobisku pogórniczym, którego część wypełniono wodą, a część rekultywowano i obsadzono lasem, co sfinansował koncern Enel przy współdziałaniu z CREA (Consiglio per la ricerca in agricoltura e l'analisi dell'economia agraria).
Wzdłuż brzegów jeziora wyznaczono ścieżkę turystyczną z rzeźbami.